# أرنب إنجلترا الجديدة
أرنب إنجلترا الجديدة أو أرنب نيو إنجلاند نسبةً إلى نيو إنجلاند (الإسم العلمي:Sylvilagus transitionalis) ويُسمى كذلك الأرنب الرمادي، هو نوع من الثدييات يتبع فصيلة الأرانب ضمن رتبة الأرنبيات.